# Tàu pháo
Tàu pháo là một loại tàu hải quân cỡ nhỏ được trang bị hỏa lực chủ yếu là các loại pháo hạm, súng máy hạng nặng để bảo vệ bờ biển cũng như chống lại các tàu đổ bộ và tàu hộ tống của đối phương, bảo vệ căn cứ và bảo vệ tàu của lực lượng mình, rà quét thủy lôi, tuần tra bờ biển.
Ví dụ: Tàu pháo lớp TT-400TP của Hải quân nhân dân Việt Nam. Cụm từ "TT-400TP" có nghĩa là: TT là tàu "tuần tra"; 400 là tải trọng của tàu; và TP là tàu pháo. Tàu có lượng giãn nước 480 tấn toàn tải, dài 54,16m, rộng 9,16m. Tàu đạt tốc độ tối đa 32 hải lý/h, có thể hoạt động liên tục trên biển 30 ngày đêm.
Hỏa lực của TT400TP tương đối mạnh gồm: pháo bắn nhanh AK-176 cỡ nòng 76 mm, tổ hợp pháo phòng không cao tốc AK-630M, súng máy phòng không KPV cỡ nòng 14,5mm và tổ hợp tên lửa đối không tầm thấp Igla đáp ứng các nhiệm vụ tiêu diệt mọi mục tiêu trên biển, trên không và cả đất liền (nhiệm vụ yểm trợ hỏa lực cho chiến dịch đánh chiếm đảo, bờ biển...).
TT400TP được thiết kế để thực hiện bốn nhiệm vụ chính: tiêu diệt tất cả các tàu chiến, tàu đổ bộ, tàu hộ tống của địch; bảo vệ căn cứ; bảo vệ tàu dân sự trên biển và trinh sát.